# Zirconium
Zirconium eller zirkonium (af arabisk zarkûn, fra persisk zargûn زرگون ; "guld-lignende") er det 40. grundstof i det periodiske system og har det kemiske symbol Zr. Det er et overgangsmetal og optræder under normale temperatur- og trykforhold som et sølvskinnende, hvidt metal. Navnet zircon eller zirkon betegner normalt silikatet ZrSiO4 men anvendes undertiden om grundstoffet.

## Egenskaber
Zirconium er lettere end stål og har en hårdhed, der svarer til kobbers. Desuden er det yderst modstandsdygtigt overfor korrosion og uopløseligt i alle syrer på nær flussyre. Større "klumper" af metallet er svære at antænde, men fint pulveriseret zirconium kan selvantænde spontant i atmosfærisk luft og brænder med en hvid flamme; herved reagerer metallet med luftens ilt under dannelse af zirconiumoxid og sågar med kvælstoffet i luften, hvorved der dannes zirconiumnitrid og zirconiumoxynitrid. I kemiske forbindelser optræder zirconium sædvanligvis med oxidationstrin +4, men det ses også med oxidationstrin +2 og +3.

## Tekniske anvendelser
Menneskeligt væv har let ved at tolerere zirconium, hvilket gør metallet egnet til kunstige implantater, f.eks. til hofter og knæ. Zirconium indgår desuden i en lang række specialiserede legeringer; legeringer med aluminium er mekanisk robuste og bruges i visse sportsrekvisitter af høj kvalitet, herunder cykelstel og lacrosse-stave. Andre legeringer sammen med niobium er superledende ved lave temperaturer, og disse udnyttes til at lave superledende magneter.
Zirconiumoxid (ZrO), eller zirkonia, bruges som varmebestandigt materiale i blandt andet smeltedigler, metallurgiske ovne og i redskaber til keramik og glasfremstilling. Zirconiumoxid markedsføres også som "naturlige ædelsten"; zirconiumoxid i dets kubiske krystalform danner en glasklar krystal med højt brydningsindeks, som siden 1976 har været den vigtigste form for "simulerede diamanter".
Zirconiumnitrid (ZrN) vinder frem som et alternativ til titannitrid i overfladebehandlingen af bor og andet skærende værktøj. Formålet med begge typer overfladebehandling er at holde borets skær skarpt og hindre overophedning.

### Anvendelser i kemisk og nuklear industri
På grund af dets korrosionsbestandighed bruger især den kemiske industri zirconium til rør og andre installationer, der skal kunne tåle at komme i kontakt med stærkt ætsende stoffer. Da zirconium samtidig har et ganske lille neutronindfangningstværsnit, er det særligt egnet til komponenter, der bruges i atomkraftindustrien; for eksempel til beklædningen på brændselsstave. I en moderne reaktor på et kommercielt atomkraftværk kan der være op imod 150 kilometer rør lavet af den zirconiumholdige legering zircalloy.
Kommercielt fremstillet zirconium indholder et par procent hafnium; da hafnium har et neutronindfangningstværsnit, der er 600 gange større end zirconium, "spolerer" det zirconiumets lave tværsnit, og gør det uanvendeligt til mange formål i en atomreaktor. Hafnium og zirconium er vanskelige at skille fra hinanden, så derfor er det hafnium-frie zirconium, der er nødvendigt til visse atomreaktor-komponenter, henved ti gange så dyrt som det "almindelige" kommercielt tilgængelige zirconium. Til gengæld er det udskilte hafnium et glimrende materiale til en anden væsentlig type reaktor-komponent: kontrolstave.

## Historie
Mennesket har længe kendt til forskellige zirconiumholdige mineraler; eksempelvis nævner Bibelen visse variationer af zirconia. Eksistensen af grundstoffet zirconium blev påvist i 1789 af Martin Heinrich Klaproth, da han undersøgte en mineralprøve fra Ceylon (det nuværende Sri Lanka). I 1824 isolerede den svenske kemiker Jöns Jakob Berzelius metallisk zirconium ved at opvarme en blanding af kalium og kaliumzirconiumfluorid. Berzelius' zirconium var dog ikke særlig rent; først i 1914 fremstillede man for første gang helt rent zirconium.
Den første metode til industriel fremstilling af formbart, metallisk zirconium blev udviklet af Anton Eduard van Arkel og Jan Hendrik de Boer i 1925. I dag bruges primært Kroll-processen, hvorunder zirconium-IV-fluorid reduceres til frit metal ved hjælp af magnesium.

## Forekomst og udvinding
Zirconium findes aldrig i fri, metallisk form i naturen, men altid i kemiske forbindelser med andre stoffer. Det primære råstof for kommerciel udvinding af zirconium er zirconiumsilikat, og det fås dels fra naturlige forekomster i Grønland, Australien, Brasilien, Indien, Rusland og USA, dels er det et biprodukt fra udvindingen og behandlingen af titan- og tin-holdige mineraler.
Stjerner af spektralklasse S har et højt indhold af zirconium, men stoffet er også påvist i andre stjerner, herunder i Solen. De prøver som er hjembragt af astronauterne i Apollo-programmet indeholder meget zirconium sammenlignet med geologiske prøver fra Jorden.

## Isotoper af zirconium
Naturligt forekommende zirconium består af de fire stabile isotoper 90Zr, 91Zr, 92Zr og 94Zr, og af de tyve kendte radioaktive zirconiumisotoper har 96Zr en så lang halveringstid; over 3,9·1020 år, at den i praksis kan henregnes til de stabile isotoper. 93Zr har en halveringstid på 1,56 millioner år, og blandt de øvrige 18 radioaktive isotoper går halveringstiderne fra godt to måneder og nedefter.

## Eksterne links og referencer
1. ↑  Facts About Zirconium. LiveScience 2017